# Bremer Bunkermord
Am 24. August 1999 wurde in der Nähe des U-Boot-Bunkers Valentin im Bremer Ortsteil Rekum ein Doppelmord an einem kurdischen Liebespaar verübt. Die Täter, die aus PKK-nahen Kreisen stammen sollen, wurden zu Haftstrafen zwischen 13 und 15 Jahren verurteilt. Dieser Fall war in den Medien vor allem als Bunkermord bekannt.

## Ablauf und Prozess
Die kurdischstämmigen Opfer – die 18-jährige Ayse Dizim und der 23-jährige Serif Alpsozman – waren beide Aktivisten der verbotenen Kurdischen Arbeiterpartei PKK. Bevor Serif Alpsozman 1994 nach Deutschland kam, kämpfte er einige Zeit vorher in der Türkei, bis er dort von einer Artilleriegranate schwer verletzt wurde und seitdem querschnittgelähmt im Rollstuhl saß. In PKK-nahen Kreisen galt er als Kriegsheld (Ghāzī). Er kam bei der Familie von Ayse Dizim unter und die beiden verliebten sich ineinander. Da der schwerbehinderte und möglicherweise zeugungsunfähige Alpsozman für die Familie als möglicher Ehemann nicht in Frage kam, wuchs der Druck auf die beiden, die sich im Frühjahr 1999 heimlich verlobt und am 19. Mai 1999 in einer Moschee in Bremen-Gröpelingen ebenso heimlich geheiratet hatten. Der Druck wurde massiver und Funktionäre der PKK verlangten die Trennung der beiden. Nachdem ein letzter Versuch, die beiden umzustimmen, scheiterte, wurden sie in der Nacht zum 24. August nach Bremen-Rekum gefahren und dort getötet. Ayse Dizim wurde im Weserschlick erstickt, kurz darauf wurde Alpsozman vor ein Auto gestoßen und mehrfach überfahren, anschließend wurde mit einem Schraubenschlüssel auf sein Gesicht eingeschlagen. Als er gefunden wurde, lebte er noch einen kurzen Augenblick.
Die Täter wurden vom Landgericht Bremen im April 2001 zu 13 und 15 Jahren Freiheitsstrafe verurteilt. Das Schwurgericht wertete die Tat allerdings lediglich als Totschlag und nicht als Mord, was dem Bundesgerichtshof Anlass gab, das Urteil aufzuheben und die Sache zu erneuter Verhandlung an das Landgericht Bremen zurückzuverweisen. Der Fall wurde 2002 von einer anderen Kammer des Landgerichts Bremen neu verhandelt, die das erste Urteil mit Änderungen (bei einem Angeklagten wurde das Strafmaß um zwei Jahre vermindert) im Frühjahr 2003 bestätigte.
2014 wurde bekannt, dass die von der Staatsanwaltschaft beim Landgericht Bremen erhobene Anklage wegen der Beihilfe am Bunkermord 14 Jahre lang nicht bearbeitet wurde. Die Bremer Bürgerschaft befasste sich mit diesem Fall. Am 22. Januar 2015 gab das Landgericht Bremen bekannt, dass die Eröffnung des Hauptverfahrens abgelehnt wurde.